# 以太

以太假說：地球行經承載光的介質以太

以太（英語：Aether_(classical_element)）或譯為光乙太，以太（英語：Aether_(classical_element)）原本是古希腊哲学家亞里斯多德所设想的一种物质，為五元素之一。19世紀的物理學家，認為它是一種曾被假想的電磁波的傳播介質。但後來的实验和理论表明，如果不假定“以太”的存在，很多物理现象可以有更为简单的解释。也就是说，没有任何观测证据表明“以太”存在，因此“以太”理论被科学界抛弃。

## 歷史
19世纪，科学家们逐步发现光是一种波，而生活中的波大多需要传播介质（如声波的传递需要借助于空气，水波的传播借助于水等）。受经典力学思想影响，于是他们便假想宇宙到处都存在着一种称之为以太的物质，是这种物质作為光的传播中的介质。
以太的假设事实上代表了传统的观点：
电磁波的传播需要一个“绝对靜止”的参照系，当参照系改变，光速也改变。

迈克耳孙－莫雷实验装置

这个“绝对靜止系”就是“以太系”。其他慣性系的观察者所测量到的光速，应该是“以太系”的光速、与这个观察者在“以太系”上的速度之矢量和。
按照当时的猜想，以太无所不在，没有质量，绝对静止。以太充满整个宇宙，电磁波可在其中传播。假设太阳静止在以太系中，由于地球在围绕太阳公转，相对于以太具有一个速度v，因此如果在地球上测量光速，在不同的方向上测得的数值应该是不同的，最大为 c+v，最小为 c-v（如同船隻動力c，河流流速v，則船速可能為正向c+v、逆向c-v）。如果太阳在以太系上不是静止的，地球上测量不同方向的光速，也应该有所不同。
1881年-1884年，阿尔伯特·迈克耳孙和爱德华·莫雷为测量地球和以太的相对速度，进行了著名的迈克耳孙-莫雷实验。实验结果显示，不同方向上的光速没有差异。这实际上证明了光速不变原理，即真空中光速在任何参照系下具有相同的数值，与参照系的相对速度无关，以太其实并不存在。后来又有许多实验支持了上面的结论。
以太说曾经在一段历史时期内在人们脑中根深柢固，深刻地左右着物理学家的思想。著名物理学家洛伦兹推导出了符合电磁学协变条件的洛伦兹变换公式，但无法抛弃以太的观点。
然而根据麦克斯韦方程组，电磁波的传播不需要一个“绝对靜止”的参照系，因为该方程裡两个参数都是无方向的标量，所以在任何参照系裡光速都是不变的。
{\displaystyle c={\frac {1}{\sqrt {\varepsilon _{0}\mu _{0}}}}}
其中 {\displaystyle \varepsilon _{0}} 是真空电容率，{\displaystyle \mu _{0}} 是真空磁导率。
爱因斯坦则大胆抛弃了以太学说，认为光速不变是基本的原理，并以此为出发点之一创立了狭义相对论。虽然后来的事实证明以太确实不存在，不过以太假说仍然在我们的生活中留下了痕迹，如乙太網路等。
但有些人推測，以太可能是由一種宇宙的暗物質所構成，又稱“光引力行為”，光引力行為是一種只有屬於光的萬有引力，發光者藉由暗物質的聚合而產生光，可是這些也只是在構想的階段。
從笛卡爾的角度來看，物體之間所有的作用力都必須透過媒介來傳遞，不存在所謂的超距作用。因此，空間中不可能是一無所有的，而是充滿著一種叫以太的物質。以太雖然無法被人體所感知，但卻能傳遞作用力，例如磁力、月球对潮汐的作用力等。
之後，以太又跟光波動說有很大關聯，它被當作是光波的荷載物。光波動說是由胡克所提出的，並由惠更斯做進一步的發展。
由於光可以在真空中傳播，因此惠更斯提出，荷載光波的媒介（以太）應該充滿了包括真空在內的全部空間，並能滲透到平常的物質當中。以太除了被當作為光的荷載物質之外，惠更斯也利用以太來解釋引力的現象。
牛頓雖然不同意胡克的光波動說，但又和笛卡爾一樣反對超距作用，並承認以太這種物質的存在。牛頓的觀點是，以太不一定是單一的物質，因此能傳遞各種作用力，如產生電、磁和引力等不同的現象。牛頓也認為以太可以傳播震動，但以太的震動不是光，因為當時光波動說還不能解釋光的偏振現象，亦不能解釋光為何會直線傳播。
十八世紀是以太論沒落的時期。由於法國笛卡兒主義者拒絕引力的平方反比定律，而使牛頓的追隨者起來反對笛卡爾哲學體系，因此連笛卡爾倡導的以太論也一併進入了反對之列。
隨著引力的平方反比定律在天體力學方面的成功，以及探尋以太的實驗並未獲得成果，使得超距作用觀點得以流行。光波動說也被放棄了，而光微粒說卻得到廣泛的承認。到了十八世紀後期，證實了電荷之間（以及磁極之間）的作用力同樣是與距離的平方成反比。於是電磁以太的觀念被拋棄，超距作用的觀點在電磁學中也占據了主導的位置。
十九世紀，以太論獲得復興以及發展，這點首先還是由光學所發展起的，主要是托馬斯·楊及菲涅爾的實驗結果。托馬斯·楊用光波的干涉解釋了牛頓環，並在實驗的啟示下，於1817年提出的光波為橫波的新觀點，解決了光波動說長期不能解釋光的偏振現象的困難處。
菲涅爾用光波動說成功地解釋的光的衍射現象，他提出的理論方法（常稱為惠更斯－菲涅耳原理）能正確地計算出衍射的圖案，並且能解釋光的直線傳播現象。之後菲涅爾又成功進一步解釋了光的雙折射，獲得了很大的成功。
1823年，菲涅爾根據托馬斯·楊的光波為橫波的學說，和他自己在1818年所提出的：
透明物質中以太密度與及折射二次方成正比的假設，在一定的邊界條件下，推出關於反射光和折射光振幅的著名公式，他很準確的說明了大卫·布儒斯特數年前從實驗上所測得的結果。

## 参阅
- 光速不变原理
- 迈克耳孙-莫雷实验

## 外部連結
- Ether and the Theory of Relativity (by Albert Einstein) 英文版（页面存档备份，存于）
- Decaen, Christopher A., , The Thomist, 2004, 68: 375–429  [2011-03-05].[永久]
- The Aether of Space - Lord Rayleigh's address
- ScienceWeek THEORETICAL PHYSICS: ON THE AETHER AND BROKEN SYMMETRY
- The New Student's Reference Work/Ether